# Собескі (Вісконсин)
Собескі (англ. Sobieski) — переписна місцевість (CDP) в США, в окрузі Оконто штату Вісконсин. Населення — 275 осіб (2020).

## Географія
Собескі розташоване за координатами 44°43′22″ пн. ш. 88°3′57″ зх. д. / 44.72278° пн. ш. 88.06583° зх. д. (44.722749, -88.065882).  За даними Бюро перепису населення США в 2010 році переписна місцевість мала площу 3,26 км², уся площа — суходіл.

## Демографія
Згідно з переписом 2010 року, у переписній місцевості мешкало 259 осіб у 97 домогосподарствах у складі 65 родин. Густота населення становила 79 осіб/км².  Було 104 помешкання (32/км²).
Расовий склад населення:
| - 98,5 % — білих - 0,4 % — корінних американців - 0,4 % — чорних або афроамериканців |

До двох чи більше рас належало 0,8 %. Частка іспаномовних становила 1,2 % від усіх жителів.
За віковим діапазоном населення розподілялося таким чином: 29,7 % — особи молодші 18 років, 63,4 % — особи у віці 18—64 років, 6,9 % — особи у віці 65 років та старші. Медіана віку мешканця становила 38,2 року. На 100 осіб жіночої статі у переписній місцевості припадало 125,2 чоловіків;  на 100 жінок у віці від 18 років та старших — 111,6 чоловіків також старших 18 років.
Середній дохід на одне домашнє господарство  становив 97 493 долари США (медіана — 76 349), а середній дохід на одну сім'ю — 101 264 долари (медіана — 76 776). За межею бідності перебувало 9,0 % осіб, у тому числі 12,1 % дітей у віці до 18 років та 0,0 % осіб у віці 65 років та старших.
Цивільне працевлаштоване населення становило 342 особи. Основні галузі зайнятості: виробництво — 28,9 %, будівництво — 20,8 %, транспорт — 19,9 %.